# Solomonija Saburova
Solomonija Jur'evna Saburova (in russo Соломония Юрьевна Сабурова?; 1490 circa – Suzdal', 18 dicembre 1542) è stata una granduchessa e principessa di Mosca. Prima moglie di Basilio III di Russia, è venerata come santa dalla Chiesa ortodossa con il nome di Sof'ja di Suzdal'.

## Biografia
Figlia di Jurij Konstantinovič Saburov, sposò Basilio III il 4 settembre 1505 nella Cattedrale della Dormizione. Dall'unione non nacquero eredi e, temendo che il trono passasse ai fratelli, Basilio decise di divorziare da Solonija dopo vent'anni di matrimonio. Il metropolita di Mosca Daniele concesse al Gran Duca il divorzio, che tuttavia fu considerato illecito da diversi ecclesiastici, tra cui Massimo il Greco.
Nel novembre 1525 il matrimonio reale fu ufficialmente annullato e la granduchessa decaduta fu costretta a diventare suora. Con il nome di Sofia, entrò in un convento di Mosca e poi fu trasferita al Convento dell'Intercessione a Suzdal'. Secondo una leggenda, pochi mesi dopo essere stata rinchiusa in un convento avrebbe dato alla luce un figlio, Kudejar, affidato ai cosacchi e divenuto un atamano e poi un fuorilegge.